# Asphondylia menthae
Asphondylia menthae är en tvåvingeart som beskrevs av Jean-Jacques Kieffer 1902. Asphondylia menthae ingår i släktet Asphondylia och familjen gallmyggor. Inga underarter finns listade i Catalogue of Life.